# Alia Sabur
Alia Sabur (sinh ngày 22 tháng 02 năm 1989 ở thành phố New York, tiểu bang New York) là một nhà khoa học vật liệu Mỹ. Cô hiện tại đang giữ kỷ lục Guinness là giáo sư trẻ nhất thế giới lúc 18 tuổi.

## Tiểu sử
Mẹ của Sabur, Julie Sabur (née Kessler), là một phóng viên của News12 Long Island cho tới năm 1995. Bà cưới Mohammed Sabur, một người bản địa Pakistan năm 1980. Alia sinh ngày 22 tháng 02 năm 1989 và đã bộc lộ năng khiếu từ nhỏ. Khi cô học lớp một, cô đã thử IQ và có kết quả chỉ số "vượt qua thang". Khi lên lớp 4, cô rời trường công và được theo học tại trường đại học bang New York tại Stony Brook lúc 10 tuổi, sau đó cô tốt nghiệp summa cum laude lúc 14 tuổi. Cô cũng nhận được đai đen môn võ Taek won do lúc 9 tuổi.
Sau trường Stony Brook, Sabur học tiếp đại học Drexel và nhận bằng M.S. năm 2006. Alia sau đó được nhận giải học bổng của giáo sư chủ nhiệm năm 2007 từ đại học Drexel. Năm 2007, cô có được vị trí tạm thời tại đại học Southern ở New Orleans sau cơn bão Katrina.

## Nghiên cứu toán học
Vào ngày 19 tháng 02 năm 2008, tại tuổi 18 (3 ngày trước khi sinh nhật lần thứ 19), cô được chỉ định vị trí Giáo sư Quốc tế với tư cách là người nghiên cứu tích cực với đại học Stony Brook bởi khoa Tổng hợp Công nghệ Nâng cao tại đại học Konkuk ở Seoul, Hàn Quốc. Vị trí này là tạm thời với thời hạn là 1 năm hợp đồng nhưng sau đó cô lựa chọn không tiếp tục nữa. Sách Kỷ lục Guinness điền tên Sabur là nhà giáo sư trẻ nhất trên thế giới. Cô bắt đầu vị trí của mình tại khoa Tổng hợp Công nghệ Nâng cao tại đại học Konkuk vào tháng 06 năm 2008 và trở về thành phố New York vào đầu năm 2009 mà không tiếp tục gia hạn hợp đồng với trường.

## Vụ tràn dầu Deepwater Horizon
Vào tháng 02 năm 2010, Sabur xuất hiện trên chương trình Hannity, kênh CNN và Fox, mô phỏng ý tưởng của mình mà tập đoàn dầu khí BP có thể xem xét là một lựa chọn để giải quyết vấn đề vụ tràn dầu Deepwater Horizon ở vịnh Mexico.

## Tranh cãi với trường cũ
Năm 2008, Sabur đưa ra vụ kiện chống lại trường đại học Drexel và tuyên bố trường này liên quan tới lừa đảo và bị mất uy tín mặc dù cô nhận bằng Tiến sĩ ở đây. Trong vụ kiện, Sabur yêu cầu bồi thường từ Yury Gogotsi, người hướng dẫn luận văn Tiến sĩ của cô, đã sử dụng trái phép nghiên cứu của cô để đăng ký các khoản tài trợ và cố ý ngăn chặn việc cấp chứng chỉ cho cô. Thời hạn phán xét bắt đầu từ ngày 09 tháng 08 năm 2010.
Theo một bài viết ở Financial Times trong cuộc phỏng vấn với Sabur:
| “ | Nhưng đó là khi tôi cảm thấy thất vọng trong thế giới khoa học. Tôi đã nhìn thấy những hành vi xấu và nhận ra rằng một số giáo sư không có động lực yêu khoa học. Tôi đã vướng vào tranh cãi với người hướng dẫn cho luận văn Tiến sĩ của mình. Tôi tranh chấp với đại học Drexel trong một vụ kiện mà bây giờ nó đã mang tính cá nhân và dựa trên các thỏa thuận. Tôi tin rằng người hướng dẫn của tôi đã đăng ký các khoản trợ cấp nghiên cứu và các bằng sáng chế dựa trên ý tưởng của tôi. Ông ta phủ nhận điều này và đã cáo buộc tôi đánh cắp nghiên cứu của ông ấy. Ngay cả khi trường đại học cho rằng tôi không gian lận nhưng họ vẫn phủ nhận việc trao bằng Tiến sĩ cho tôi. | ” |